# 小行星7159
小行星7159（7159 Bobjoseph）是一颗绕太阳运转的小行星，为主小行星带小行星。该小行星于1981年3月1日发现。

## 轨道参数
小行星7159的轨道半长轴为2.2930882 UA，离心率为0.173。